# いとうみき (アナウンサー)
いとう みき（1964年〈昭和39年〉1月31日 - ）は、日本のアナウンサー。

## 来歴
神戸市出身。梅花女子大学文学部児童文学科卒業。最初は歌手に憧れ、小学生の頃からオーディションを受け続け、合格通知ももらったことがあったが、その通知は反対していた父の手元でいつも止められて本人には届けられず、実は合格していたとも知らず全部不合格だったと諦めていたという。大学一回生の時、読売テレビの番組「おもしろサンデー」で、約2000人の応募者から選出されデビュー、児童文学作家としてのペンネーム「松島 由佳」で出演した。おもしろサンデー終了後、朝日放送の番組「三枝の国盗りゲーム」のアシスタントに抜擢された。芸名を「伊藤 みき」とした。
大学時代は、ファッション誌（JJ、CanCam等）の読者モデルやポスターモデルの活動をし、ミス・コンテストに入賞した。芸名はその後「伊東 みき」を経て「いとう みき」となった。大学卒業後、本格的にアナウンサー活動を開始。最初はオフィスキイワードに所属していた。

## 人物
- 父親は播州の伊藤一族出身である。
- 算命占星学が特技と公言していたことがある（1987年当時）[1]。

## 主な出演

### テレビ番組
- 読売テレビ
  - おもしろサンデ－ - フレッシュリポーター
- 朝日放送
  - 三枝の国盗りゲーム - アシスタント（大学三回生時代）
  - さんまの駐在さん - 女優
  - ビバ!6チャンネル - キャスター
  - ナイトinナイト - リポーター
- 関西テレビ放送
  - 朝特急630 - 中継リポーター
  - FNN World Uplinkおおさか - 中継リポーター
  - 真夜中市場 - デモンストレーター役
- MBSテレビ
  - 夕方チャンス! - リポーター
  - とくとく探検隊 - リポーター
- KBS京都
  - 翔ろ!京都マインド21 - リポーター
  - 土曜競馬中継 - アシスタント
- フジテレビジョン
  - トークシャワー - 関西地区ニュース

### ラジオ番組
- ABCラジオ
  - サンデートレンドマガジン
  - ABCラジオファンキーズ
- ラジオ大阪
  - みきのオシャレな歌謡曲
  - 好きやねんダイビング
  - 輝け!こどもたち
- ラジオ関西
  - ホンダプリモフリーロード

### その他
- サンシルクシャンプー スポーツジム編（テレビCF）
- ザ・オーディション（東宝映画） - 主役友人役

## 主な執筆活動
- いとうみきのターフロンド（毎週土日コラム、日刊スポーツ、連載期間4年）
- NHK文字放送 エッセイ